# Alte Posthalterei (Meiningen)

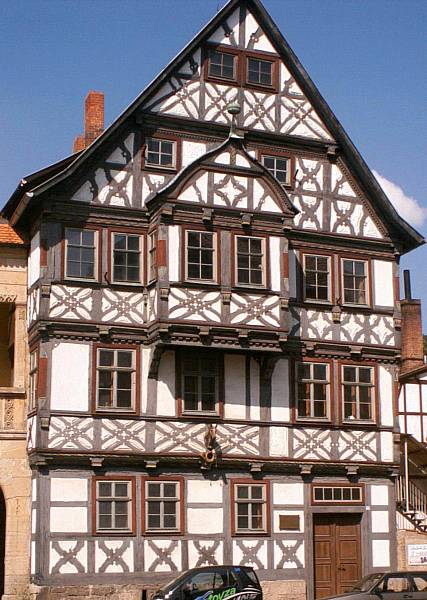
Alte Posthalterei – Herberge des Kunsthauses Meiningen

Die Alte Posthalterei in der Stadt Meiningen ist ein denkmalgeschütztes Fachwerkhaus im fränkischen Stil. Es beherbergte mit dem „Kunsthaus Meiningen“ eine bedeutende Kultureinrichtung in der südthüringischen Kreisstadt.

## Geschichte
Die Alte Posthalterei liegt im westlichen Teil der historischen Altstadt. Sie besteht aus einem viergeschossigen Fachwerkhaus im henneberg-fränkischen Stil aus dem frühen 17. Jahrhundert und einigen später entstandenen hofseitigen Anbauten. Das Fachwerkhaus selbst steht unter Denkmalschutz. In den Hauptbau integriert ist ein ehemaliges Gartenhaus mit barocken Stuckaturen von zirka 1690. Erbauer war der Stadtschultheiß und kaiserlicher Poet Johann Steuerlein (1546–1613). Ende des 18. Jahrhunderts wurde es komplett verputzt. 1909 legte der Hausherr auf Initiative von Oberbaurat Eduard Fritze das Fachwerk wieder frei.
Bis ins 19. Jahrhundert diente es als Wohnhaus hochrangiger städtischer und fürstlicher Beamter wie Georg Baumbach, Georg Christoph Zink, Ernst Ludwig Schröter und Justus Hermann Pfaffenrath von Sonnenfels. Frau von Pfaffenrath, eine geborene Gräfin von Solms-Hohensolms, geriet in einen Ränkestreit mit einer anderen Hofdame, was Anlass für den Beginn des Wasunger Krieges war. Eine Gedenktafel erinnert daran. Danach kam es zu mehrfachen Besitzerwechseln (darunter die Familien Amthor und Ritz). Von 1905 bis 1941 war es im Besitz des Fuhrunternehmers Ferdinand Raßmann. Bis 1926 betrieb er eine private Posthalterei (Lohnfuhren für die Reichspost), danach ein Fuhr- und Handelsgeschäft.
1982 restaurierte der „VEB Denkmalpflege Meiningen“ das stattliche Gebäude, in dem es auch residierte. Ab 1990 hatte hier als Nachfolger die „Bau- und Denkmalpflege Meiningen“ seinen Sitz. Ab dem 1. Oktober 2005 wurde es vom Kunstverein „NEKST e.V.“ als Kunsthaus betrieben. Es war damals das größte Kunsthaus in Thüringen. Ab 2010 war das Fachwerkhaus im städtischen Besitz und wurde dem Kunstverein zur Nutzung überlassen. Wegen baulicher Mängel und hohem Restaurierungsbedarf zog das Kunsthaus in die ebenfalls in der Meininger Altstadt befindliche Zwingergasse und eröffnete dort die „Galerie Zwinger 4“. Im Dezember 2021 verkaufte die Stadt die Alte Posthalterei an einen privaten Besitzer.

## Kunsthaus
Der im Mai 2003 gegründete Kunstverein NEKST, 2001 von Timea Zimmer und Marina von Ketteler vorbereitet, befand sich ab 2005 in der Alten Posthalterei. Es bot mit 14 Ateliers Arbeitsmöglichkeiten für heimische und ausländische Künstler. Es fanden wechselnde Ausstellungen moderner Kunst, insbesondere der bildenden Künste Malerei, Grafik und Bildhauerei statt. Die ausstellende Künstler waren Jana Schwarz, Ralf Klement, Waldemar Rösch, Kerstin Gnauck, Andrea Magnus, Veronika Dutt, Udo Eisenacher, Beate Debus, Jan Polacek, Ferenc Puha, Giulio Barzanella und weitere aus Deutschland, Schweiz, Ungarn, Polen, Slowenien, Spanien und Italien.
Neben den laufenden Ausstellungen fanden hier Workshops, Seminare, thematische Führungen und regelmäßig wiederkehrende Veranstaltungsreihen statt. Dazu gehörte der NEKSTJazz club mit Konzerten und Sessions und das NEKSTMontagsgespräch. Unter dem Dach des Kunsthauses arbeitete weiterhin die NEKSTJugendgalerie. Das Kunsthaus hatte folgende Einrichtungen: Ateliers, Proberäume, Gastatelier, Skulpturenpark, Artothek, Galerieshop, Werkstätten, Tonstudio, Veranstaltungsräume, Bühnen und eine Café/Bar.
Der Träger des Kunsthauses Meiningen ist der Kunstverein „NEKST e. V.“ (Neuer Europäischer KunstSalon Thüringen). Das Kunsthaus Meiningen wird ehrenamtlich von den Vereinsmitgliedern betrieben und hatte dafür 2008 eine Förderung aus dem „Fonds zur Stärkung des bürgerschaftlichen Engagements für die Kultur in den neuen Ländern“ der Kulturstiftung des Bundes erhalten. Im Jahr 2010 wurde NEKST e.V. mit dem „Kommunalen Initiativpreis Thüringen“ ausgezeichnet. Seit 2020 hat das Kunsthaus seinen Sitz in der Zwingergasse in der Meininger Altstadt und betreibt dort die „zwinger4 nekstgalerie“ für zeitgenössische Kunst und Kultur, einen Subkultur showroom.